# 런토시 미하이
런토시 미하이(헝가리어: Lantos Mihály, 1928년 9월 29일 ~ 1989년 12월 31일)는 헝가리의 전 축구 선수 및 축구 지도자이다.
선수 시절 수비수로 활약했으며, 선수 생활의 대부분을 MTK 헝가리아 FC에서 보냈다. 1950년대 히데그쿠티 난도르, 푸슈카시 페렌츠, 치보르 졸탄, 보지크 요세프 등과 함께 '무적의 마자르' (Mighty Magyars) 로 일컬어지는 전설적인 헝가리 대표팀의 구성원이었다. 1952년 하계 올림픽 우승, 1953년 중앙 유럽 인터내셔널컵 우승, 1954년 FIFA 월드컵 5경기 전 경기 출장을 경험했으며, 1949년 폴란드 전에서 데뷔하여 1956년 포르투갈 전에서 은퇴할 때까지 헝가리 축구 국가대표팀에서 총 52경기에 출전해 5골을 기록하였다.
한편으로는, 히데그쿠티 난도르와 함께 소속팀 MTK 헝가리아 FC (헝가리 공산 정권 치하에서 명칭이 몇 차례 바뀜)의 세 번의 헝가리 리그 우승, 헝가리컵 우승, 미트로파컵 (Mitropa Cup) 우승에도 공헌했으며, 1955년에는 유러피언컵에 출전해 팀의 준준결승 진출에 공헌하였다.
선수 은퇴 후에는 지도자의 길을 걸어 1965년부터 1967년까지 올림피아코스 FC의 감독을 맡았으며, 그 후에는 헝가리로 돌아와 비데오톤 FC (Videoton FC)를 시작으로 여러 팀의 감독을 맡았다.